# Jean-Édouard Adam
Jean-Édouard Adam (11. října 1768 Rouen - 11. listopadu 1807 Montpellier) byl francouzský chemik a fyzik.
Jean-Édouard Adam je vynálezcem metody destilace alkoholu z vína, která byla převratná pro rozvoj pěstování vína ve střední Francii a přinesla oblasti ekonomickou prosperitu. V Montpellier mu byla na památku postavena socha a v rodném městě je po něm pojmenována ulice.